# Película coral
Cine coral es un término que se utiliza para definir un tipo de cine en el que se presentan varias historias y personajes cuya conexión tiene lugar en el clímax de la obra. Etimológicamente deriva de la forma musical del coro.
Una de las películas más importantes del género es Short Cuts (1993) del director Robert Altman. Otros directores como Quentin Tarantino, Alejandro González Iñárritu, Clint Eastwood, Paul Haggis y Luis García Berlanga también han dirigido películas en este formato aunque de géneros diferentes.

## Descripción del género
Etimológicamente, toma la definición de la forma musical del coro, pero en el cine se diferencia porque hay una serie de personajes igualmente importantes, y en que sus destinos se entrecruzan en un punto de la película. Por otro lado el diccionario del cine lo define como «entrecruzamiento de crónicas dramáticas».
En definitiva, una película coral es un tipo de película o género cinematográfico en la que la tensión narrativa se divide en varios personajes haciendo que normalmente no haya un protagonista único en la obra. Se trata de que a partir de un incidente, varios personajes tomen un camino común, que pueden cruzarse o no al final de la película. 
Una de las películas más importantes de este género y que creó escuela es la película de Robert Altman Short Cuts (1993), película ganadora de un León de Oro en el festival Internacional de Cine de Venecia y que surgió como el resultado de unir nueve relatos breves de Raymond Carver llamados Short Cuts. Vidas cruzadas. Otra de las películas que ayudó al género es la película de Quentin Tarantino Pulp Fiction, convertida en clásico, y seguida de cerca por la obra de Guy Ritchie.
Los diálogos de una película coral reflejan el ambiente de la película pero no avanzan la acción puesto que apenas posee argumento, por ejemplo en Plácido de Luis García Berlanga (1961). El espectador se identifica con todos y ninguno de los personajes que pierden o ganan peso argumental según lo requiere el guionista. El hecho de utilizar tantos personajes puede llegar a confundir al espectador por lo que es muy difícil conseguir una película coral.
Dos de los problemas más frecuentes en este tipo de género es el que se causa al insertar demasiados personajes haciendo que no se puede profundizar en los mismos, y otro el revestir de azar el resultado del cruce de los personajes. Aunque también puede pasar que se preste demasiada atención a uno de los personajes en perjuicio de los otros.

## Principales películas corales
- 21 gramos, Alejandro González Iñárritu
- Airbag, Juanma Bajo Ulloa
- Amores Perros, Alejandro González Iñárritu
- Babel, Alejandro González Iñárritu
- Crash, Paul Haggis
- Caídos del Cielo, Francisco Lombardi
- Magnolia, Paul Thomas Anderson
- Los tres entierros de Melquiades Estrada, Tommy Lee Jones
- Plácido, Luis García Berlanga
- Pulp Fiction, Quentin Tarantino
- Trick 'r Treat, Michael Dougherty
- Short Cuts, Robert Altman
- Ciudad de Dios, Fernando Meirelles y Kátia Lund